# Вотербері (Вермонт)
Вотербері (англ. Waterbury) — місто (англ. town) в США, в окрузі Вашингтон штату Вермонт. Населення — 5331 особа (2020).

## Демографія
Згідно з переписом 2010 року, у місті мешкали 5064 особи в 2207 домогосподарствах у складі 1365 родин. Було 2385 помешкань
Расовий склад населення:
| - 96,5 % — білих - 0,9 % — азіатів - 0,4 % — чорних або афроамериканців - 0,2 % — корінних американців |

До двох чи більше рас належало 1,6 %. Частка іспаномовних становила 1,0 % від усіх жителів.
За віковим діапазоном населення розподілялося таким чином: 21,8 % — особи молодші 18 років, 66,1 % — особи у віці 18—64 років, 12,1 % — особи у віці 65 років та старші. Медіана віку мешканця становила 41,9 року. На 100 осіб жіночої статі у місті припадало 99,6 чоловіків;  на 100 жінок у віці від 18 років та старших — 97,0 чоловіків також старших 18 років.
Середній дохід на одне домашнє господарство  становив 85 747 доларів США (медіана — 65 750), а середній дохід на одну сім'ю — 102 151 долар (медіана — 87 148). Медіана доходів становила 51 150 доларів для чоловіків та 52 762 долари для жінок. За межею бідності перебувало 11,7 % осіб, у тому числі 21,7 % дітей у віці до 18 років та 3,3 % осіб у віці 65 років та старших.
Цивільне працевлаштоване населення становило 3169 осіб. Основні галузі зайнятості: освіта, охорона здоров'я та соціальна допомога — 21,4 %, виробництво — 14,2 %, мистецтво, розваги та відпочинок — 13,1 %.